# 参议院 (法国拿破仑时期)
護法参议院（法語：Sénat conservateur）是法国大革命后由執政府建立的一个顾问机构，其在由拿破仑·波拿巴领导的雾月政变后于1799年根据共和八年宪法成立，一直持续到1814年拿破仑被推翻，波旁王朝复辟。保守参议院同护民院和立法团一起构成了执政府的三个立法机构。